# Sergio Ernesto Alves Conforto
Sergio Ernesto Alves Conforto GCMM (Rio de Janeiro, 3 de setembro de 1940) é um General-de-Exército da reserva do Exército Brasileiro.
Filho de Ernesto Conforto e Thereza Alves Conforto, cursou o Colégio Militar do Rio de Janeiro, de 1953 a 1959 e diplomou-se Aspirante a Oficial de Artilharia pela Academia Militar das Agulhas Negras em 1962. De 1957 a 1959, foi da Arma de Infantaria do CMRJ.
Em 1968, realizou o curso de Oficial de Comunicações da Escola de Comunicações e em 1973 o curso de Aperfeiçoamento em Artilharia da Escola de Aperfeiçoamento de Oficiais. Nos anos de 1976 a 1978, cursou a Escola de Comando e Estado-Maior do Exército.
Entre 1986 e 1987, foi aluno da Escola Superior de Guerra do Exército dos Estados Unidos.
Foi promovido a General de Divisão em 31 de julho de 1998 e a General de Exército em 31 de março de 2002.
Admitido à Ordem do Mérito Militar em 1991 no grau de Cavaleiro ordinário, foi promovido a Comendador em 1994, a Grande-Oficial em 1999 e a Grã-Cruz em 2002.
Dentre outros, exerceu os cargos de Comandante da 9ª Região Militar, Diretor de Motomecanização, Diretor de Formação e Aperfeiçoamento, Comandante Militar do Oeste, no período de 8 de março de 2001 a 27 de abril de 2002, Chefe do Departamento de Engenharia e Construção, Chefe do Departamento de Ensino e Pesquisa e Comandante Militar do Leste, entre 3 de novembro de 2004 e 14 de abril de 2005.
Foi Ministro do Superior Tribunal Militar de 14 de junho de 2005 a 10 de agosto de 2010.
Foi diretor do Centro Estudos Estratégicos da Fundação Armando Alvares Penteado - FAAP de 2005 a 2014.
Atualmente conduz palestras, seminários e consultorias.